# Groupe d'organisation nationale de la Guadeloupe
Pour les articles homonymes, voir Gong.
Le Groupe d'organisation nationale de la Guadeloupe (GONG) est un mouvement politique indépendantiste guadeloupéen fondé en 1963 à Paris,. Actif jusqu'à la fin des années 1960, il a joué un rôle central dans la radicalisation du mouvement nationaliste guadeloupéen et dans les événements qui ont conduit aux émeutes de mai 1967 en Guadeloupe,.

## Contexte historique

### La départementalisation et ses désillusions
La loi de départementalisation du 19 mars 1946 transforme la Guadeloupe en département français d'outre-mer,. Portée notamment par Aimé Césaire, cette loi est initialement perçue comme une avancée vers l'égalité avec la métropole. Cependant, dès les années 1950, les promesses d'égalité sociale et économique tardent à se concrétiser. Cette période est marquée par le maintien des structures coloniales de l'économie, la persistance des inégalités salariales, le sous-développement des infrastructures, une discrimination raciale systémique et la répression des mouvements sociaux,.

### L'émergence du mouvement indépendantiste
Dans ce contexte de frustration croissante, et influencés par la vague de décolonisation qui traverse l'Afrique et l'Asie, de jeunes intellectuels guadeloupéens commencent à remettre en question le statut départemental. Le contexte international est alors marqué par les indépendances africaines (1960-1962), la révolution cubaine (1959), la guerre d'Algérie (1954-1962) et l'émergence du tiers-mondisme,.

## Fondation et organisation

### Les fondateurs
Le GONG est fondé en 1963 à Paris par un groupe de jeunes militants,. Parmi eux figurent Pierre Sainton, médecin et idéologue principal du mouvement; Jacques Nestor, avocat et théoricien ; Marcel Manville, avocat et militant anticolonialiste; et Henri Bangou, historien et homme politique. Ces fondateurs sont pour la plupart des intellectuels formés en métropole, imprégnés des idées marxistes et anticolonialistes de l'époque.

### Structure organisationnelle
Le GONG adopte une structure semi-clandestine inspirée des mouvements de libération nationale,. Son organisation repose sur des cellules de base, organisées par quartier ou commune, et un comité central qui assure la direction politique du mouvement. Des branches spécialisées sont également mises en place pour des activités telles que la propagande et l'éducation politique, l'action syndicale, la mobilisation de la jeunesse, et les relations internationales.

### Recrutement et formation
Le mouvement recrute principalement parmi les étudiants et lycéens, les jeunes travailleurs urbains, les enseignants et les petits fonctionnaires. La formation politique des militants s'appuie sur l'étude des textes marxistes-léninistes, l'histoire de la Guadeloupe et de l'esclavage, et les expériences de décolonisation en Afrique et en Asie,.

## Idéologie et objectifs

### Analyse de la situation guadeloupéenne
Le GONG développe une analyse marxiste de la société guadeloupéenne. Selon cette perspective, la Guadeloupe est définie comme une colonie déguisée en département, dont l'économie est caractérisée par la dépendance et l'extraversion. La bourgeoisie locale est perçue comme complice du colonialisme, tandis que le peuple guadeloupéen est considéré comme une nation opprimée,.

### Programme politique
Les objectifs principaux du GONG incluent l'indépendance nationale, impliquant une rupture totale avec la France, et la révolution socialiste pour transformer les structures économiques. Le programme prévoit également une réforme agraire pour la redistribution des terres, l'industrialisation pour développer une économie autonome, l'unité antillaise par un rapprochement avec les autres îles de la Caraïbe, et la solidarité tiers-mondiste à travers l'intégration dans le mouvement des non-alignés,.

### Influences idéologiques
Le GONG puise son inspiration dans le marxisme-léninisme, les écrits de Frantz Fanon, le panafricanisme de Kwame Nkrumah, la pensée de Che Guevara sur la guérilla, et les théories de la dépendance latino-américaines,.

## Actions et activités

### Propagande et conscientisation
Le GONG mène un travail intensif d'éducation populaire, notamment par la publication de tracts et brochures clandestins, l'organisation de cercles d'études marxistes, la tenue de conférences dans les quartiers populaires et la distribution du journal "Révolution Caraïbe",.

### Action syndicale et sociale
Le mouvement s'implante dans les syndicats, soutenant les grèves des ouvriers agricoles, organisant les travailleurs du bâtiment, mobilisant contre le chômage des jeunes et menant des campagnes pour l'augmentation des salaires.

### Manifestations et actions directes
Le GONG organise plusieurs actions marquantes, telles que des manifestations contre la visite de ministres français, le boycott des élections considérées comme coloniales, des actions de sabotage économique comme les incendies de champs de canne, ainsi que des graffitis et des affichages sauvages indépendantistes,.

## Les événements de mai 1967

### Le rôle du GONG
Le GONG joue un rôle complexe et controversé dans les événements de mai 1967,. Le contexte immédiat est marqué par une grève des ouvriers du bâtiment pour une augmentation de salaire de 2,5 %, des tensions raciales consécutives à l'agression d'un ouvrier guadeloupéen par un patron béké, et une mobilisation syndicale croissante dans un contexte social explosif. L'action du GONG se traduit par un soutien actif aux revendications ouvrières, la distribution de tracts appelant à la mobilisation, la participation de militants à la manifestation du 26 mai, et une tentative de politisation du mouvement social.
L'escalade tragique survient le 26 mai 1967 : lors d'une manifestation à Pointe-à-Pitre, les forces de l'ordre tirent à balles réelles, et Jacques Nestor, membre du GONG, est la première victime,. Le 27 mai 1967, les émeutes s'étendent, causant de nouveaux morts, suivies d'une répression généralisée le 28 mai 1967. Le bilan officiel fait état de 7 à 8 morts, mais les estimations des historiens varient entre 80 et 200 victimes, auxquelles s'ajoutent de nombreux blessés et disparus, laissant un traumatisme durable dans la société guadeloupéenne,.

### La répression
La répression qui s'abat sur le mouvement est féroce : plusieurs militants du GONG sont tués lors des émeutes. On assiste à des arrestations massives des dirigeants et sympathisants, des perquisitions et saisies de matériel de propagande, ainsi qu'à des procès et des condamnations à de lourdes peines de prison,,.

### Les conséquences
Les événements de mai 1967 marquent un tournant, conduisant à la décapitation du mouvement indépendantiste, au passage à la clandestinité totale pour certains, et à l'exil de nombreux militants. Le GONG est de facto dissous en 1968,.

## Répression et dissolution

### La criminalisation du mouvement
Le GONG fait l'objet d'une surveillance et d'une répression constantes, incluant l'infiltration par les Renseignements généraux, des écoutes téléphoniques, des filatures, l'interdiction de fait de ses publications et un harcèlement judiciaire des militants.

### Les procès politiques
Plusieurs procès marquants visent les membres du GONG,.

#### Le procès des 18 Guadeloupéens (1968)
Le procès le plus emblématique est celui des « 18 Guadeloupéens », qui se déroule devant la Cour de sûreté de l'État du 19 février au 1er mars 1968. Les accusés sont des dirigeants du GONG (dont le Dr Pierre Sainton), des intellectuels et professionnels, des militants syndicaux et des personnalités diverses de la société guadeloupéenne. Les chefs d'accusation incluent l'atteinte à l'intégrité du territoire national, l'association de malfaiteurs, la provocation à la désobéissance et la responsabilité dans les événements de mai 1967. Le procès se transforme en tribune politique où les avocats de la défense dénoncent le système colonial. Les accusés plaident l'innocence et contestent la légitimité de la cour. Le verdict est un acquittement général faute de preuves, avec une reconnaissance implicite du caractère spontané des émeutes et une amnistie présidentielle en 1969,.

#### Autres procès
D'autres procès ont également eu lieu, notamment en 1964 pour "atteinte à l'intégrité du territoire", ainsi que des procès pour distribution de tracts séditieux et pour "provocation de militaires à la désobéissance".

### L'exil et la diaspora militante
Face à la répression, de nombreux militants choisissent l'exil. Cuba accueille plusieurs cadres du GONG, qui y reçoivent une formation militaire et idéologique. Des réseaux clandestins sont maintenus depuis l'extérieur.

## Héritage et postérité

### Influence sur les mouvements ultérieurs
Le GONG influence profondément le nationalisme guadeloupéen, contribuant à la création de l'Union populaire pour la libération de la Guadeloupe (UPLG), à l'émergence de l'Alliance révolutionnaire caraïbe (ARC), et au développement du Mouvement populaire pour une Guadeloupe indépendante (MPGI).

### Contribution théorique
Les analyses du GONG enrichissent la pensée anticoloniale, notamment par la théorisation du néo-colonialisme départemental, l'analyse de la dépendance économique antillaise et la réflexion sur l'identité nationale guadeloupéenne.

### Mémoire et commémoration
Le GONG occupe une place importante dans la mémoire collective en Guadeloupe, avec des références dans la littérature guadeloupéenne, des hommages aux militants tombés en mai 1967, et des débats continus sur l'héritage indépendantiste.

## Historiographie

### Sources primaires
L'étude du GONG s'appuie sur des archives départementales de la Guadeloupe, des archives nationales (fonds des RG), des témoignages d'anciens militants et la presse militante de l'époque.

### Travaux historiques
Plusieurs historiens ont étudié le GONG, parmi lesquels Raymond Gama (travaux sur le nationalisme guadeloupéen,), Jacques Adélaïde-Merlande (histoire politique de la Guadeloupe), et Oruno D. Lara (mouvements sociaux aux Antilles).

### Débats historiographiques
Les principales controverses portent sur le degré de radicalité du mouvement, les liens avec les réseaux internationaux, l'évaluation de son impact réel et la question de la violence politique.